# Бозиениј де Сус (Њамц)
Бозиениј де Сус (рум. Bozienii de Sus) насеље је у Румунији у округу Њамц у општини Руђиноаса. Oпштина се налази на надморској висини од 272 m.

## Становништво
Према подацима из 2002. године у насељу је живело 421 становника.

### Попис2002.
| Расподела становништва по националности 2002.‍ | Расподела становништва по националности 2002.‍ | Расподела становништва по националности 2002.‍ | Расподела становништва по националности 2002.‍ | Расподела становништва по националности 2002.‍ |
| --------------------------------------------- | --------------------------------------------- | --------------------------------------------- | --------------------------------------------- | --------------------------------------------- |
|                                               |                                               |                                               |                                               |                                               |
| Румуни                                        | Румуни                                        |                                               | 405                                           | 96,4%                                         |
| неизјашњени                                   | неизјашњени                                   |                                               | 15                                            | 3,6%                                          |